# Rebecca Gomperts
Rebecca Gomperts (Paramaribo, 29 de juliol del 1966) és una metgessa neerlandesa fundadora de Women on Waves i Women on Web, que ofereix serveis de salut reproductiva per a dones en països on es prohibeix l'avortament. El 2013 i 2014 fou inclosa entre les 100 dones destacades de la BBC. Al 2018, fundà Aid Access, que treballa als Estats Units.

## Biografia
Rebecca Gomperts nasqué el 1966 a Paramaribo, a Surinam. La seua família es traslladà als Països Baixos quan ella tenia tres anys i va créixer a Vlissingen.
Gomperts se n'anà a Amsterdam a mitjan dècada dels 1980 després d'estudiar secundària, i hi va estudiar arts visuals i medicina. El 2011 va realitzar un màster en Polítiques Públiques en la Universitat de Princeton i el 2014 acabà el doctorat en Salut Maternoinfantil en l'Institut Karolinska de Suècia.
També té una llicenciatura d'art de quatre anys en l'Acadèmia Rietveld d'Amsterdam sobre art conceptual.
Després de graduar-se, Gompert treballà en un petit hospital de la Guaiana com a metgessa en pràctiques. Allí, quan tenia 25 anys, per primera vegada fou testimoni dels avortaments il·legals. El 1997, establerta a Amsterdam, començà a realitzar avortaments legals.
Entre el 1997 i 1998, Gomperts navegà amb un vaixell de Greenpeace, el Rainbow Warrior II, com a metgessa resident i activista ambiental.

### Idea per al canvi
Després dels viatges amb Greenpeace, l'interés de Gomperts en la salut reproductiva augmentà. Volia col·laborar perquè disminuïssen les taxes de mortalitat per avortaments en la llar, per la qual cosa dissenyà un programa sobre la idea que les dones poguessen avortar on les clíniques d'avortament estan restringides o no existeixen.
Gomperts utilitzà els contactes que havia fet durant l'escola d'art per a dissenyar i finançar una clínica mòbil. Un amic, Joep van Lieshout, li ajudà a dissenyar-la. La idea era que fos una clínica mòbil a bord d'un vaixell, perquè pogués passar legalment les fronteres internacionals sense que li confiscassen l'equip mèdic. La subvenció per a la clínica mòbil arribà de la Fundació Mondriaan. Els antecedents de Gompert en art li van permetre posar el seu somni en marxa, i la seua clínica mòbil es va convertir en "un espai on es fusionava el treball simbòlic amb el compromís social".

### Dones en ones
Gompets creà Women on Waves el 1999, després de tornar del seu viatge en el Rainbow Warrior II. Women on Waves donava serveis d'avortament no quirúrgic i educació en estats sense accés a drets reproductius. La missió Women on Waves transcendeix els límits entre la llei, la medicina, la navegació i l'art.
Women on Waves feu molts viatges. Aviat s'estengué la notícia que intentava arribar a països on l'avortament era il·legal, i molts d'aquests països van adoptar mesures per a detenir-los. El primer viatge fou a Irlanda, després van viatjar a Polònia, Portugal, estat espanyol, Marroc i Guatemala. Encara que el seu primer viatge a Dublín fou considerat infructuós pels mitjans, Women on Waves havia rebut més de 200 sol·licituds d'avortament de dones en terra que necessitaven ajuda. Women on Waves tenia com a objectiu ajudar a crear un precedent legal en les àrees grises de les lleis d'avortament, arribar a totes les dones a les quals els seus metges els havien negat ajuda, i prevenir actes perillosos d'avortaments il·legals.
Women on Waves va enfrontar molts reptes durant els viatges. En un viatge a Portugal, la clínica mòbil no va poder atracar-hi. Gomperts va aparéixer en un programa d'entrevistes portugués. Va parlar sobre com les dones podien realitzar un avortament segur a casa, com obtenir i prendre les píndoles, i en donà consells mèdics en antena. L'experiència feu que Gomperts s'adonàs que podia arribar a més persones amb internet que amb un vaixell. "En acabant, el nostre vaixell mai no serà pas una solució estructural per a l'enorme quantitat de dones que necessiten avortar", digué.
És per això que al 2005 es fundà la segona organització de Gomperts, Women on Web. El 2016, Women on Web va rebre més de 10.000 correus electrònics al mes de més de 123 estats d'arreu del món. S'hi podien fer preguntes des de com administrar píndoles abortives, fins a consells sobre anticonceptius. En comptes de subministrar píndoles abortives des de la mar, Women on Web fa servir paquets i drons per a enviar píndoles i instruccions sobre avortaments segurs en la llar.

## Vessel(documental)
El 2014 s'estrenà el documental Vessel (Vaixell) sobre la missió de Gomperts de Women on Waves, en el Festival Southwest Film. Aquest documental és testimoni de la creació d'una xarxa d'activistes de salut reproductiva dirigida per Gomperts. Mostra el seu treball sobre drets reproductius globals i la idea de confiar en les dones per a realitzar els seus propis avortaments. La història de transformar una idea molt improbable en un moviment internacional és una imatge en moviment que capturà el llegat de Gomperts.
Women on Web també feu una campanya que anunciava els seus serveis en Diesel, un d'aquests més famosos "Diga adeu a les perxes", una eina comuna utilitzada per a avortaments il·legals en la llar. Aquests anuncis tenien un component secret d'un codi de barres ocult en el lloc pla de la fotografia. Si s'escanejava, els codis de barres en les samarretes de les models donaven informació sobre la píndola abortiva directament al telèfon cel·lular de l'audiència. Aquesta fou una manera innovadora d'anunciar un missatge important en els mitjans públics.

## Activisme feminista en l'art
Gomperts és considerada com una de les primeres activistes internacionals en defensa del dret a l'avortament. Tot i que allunyada de l'art, el seu llegat viu en l'activisme artístic feminista. Els seus projectes de Gomperts WoW combinen art i activisme i juguen intencionalment en la seua separació.

### A-Portable
La clínica mòbil dissenyada per Joep van Lieshout (fundador d'Atelier van Lieshout) es deia A-Portable. Aquest espai va ser un esforç de col·laboració entre Gomperts i Van Lieshout. Li van donar un gir feminista a la inspiració de Gomperts de l'activisme en el Rainbow Warrior II. L'A-Portable fou etiquetat com una obra d'art funcional. Això significava que cada vegada que un Ministeri de Transport intentava confiscar el contenidor en aigües nacionals, la certificació que l'A-Portable era una escultura legalitzava la seua situació fronterera.

### Exhibicions d'art
Després que Women on Waves obtingués un cert reconeixement, participaren en exposicions d'art arreu del món: eren una altra campanya per a crear consciència pública.
L'A-Portable s'exhibí en la 49a Biennal de Venècia el 2001. S'hi presentar en una bassa, surant en les aigües de l'Arsenal.(14) 